# Paula Risikko
Paula Sinikka Risikko, född Pelttari 4 juni 1960 i Ylihärmä, är en finländsk politiker (samlingspartist), riksdagens talman och ledare inom sjukvårds- och utbildningssektorn. 
Risikko var omsorgsminister i Regeringen Vanhanen II och hade samma post i Regeringen Kiviniemi. I Regeringen Katainen var hon social- och hälsovårdsminister. I Regeringen Stubb var hon  trafik- och kommunminister och i Regeringen Sipilä var hon inrikesminister.
Hon kommer från Seinäjoki och är invald i Finlands riksdag för Vasa valkrets sedan 2003. I 2007 års riksdagsval fick hon 9 266 röster. 
Risikko avlade studentexamen 1979 vid Alahärmä gymnasium, utbildade sig till sjuksköterska 1983 vid Seinäjoki sjukvårdsläroanstalt, till specialsjuksköterska 1985, sjukvårdslärare 1987 vid Uleåborgs sjukvårdsläroanstalt, avlade magisterexamen i hälsovetenskap 1990 vid Kuopio universitet och doktorsexamen i hälsovetenskap 1997 vid Tammerfors universitet; där disputerade hon på en avhandling om ”De nu rådande och framtida kvalitetskraven inom sjukskötararbetets område”. För närvarande är hon tjänstledig från sin post som prorektor vid Seinäjoki yrkeshögskola.
Risikko har varit mycket aktiv i otaliga hälsovårdsorganisationer, bland andra Autism- och aspergerförbundet, Finlands cancerförening, Diabetesförbundet, Finlands MS-förbund, Reumastiftelsen, Alfred Kordelin-stiftelsen och Finlands Unifem-förening.
Sedan år 2000 är Paula Risikko gift med Heikki Tapani Risikko, som är chef på Samlingspartiets distriktsexpedition i Österbotten. År 2006 adopterade de en dotter född 2005 från Kina.

## Utmärkelser
- Kommendörstecknet av Finlands Vita Ros’ orden,  6 december 2009[7]
- Gränsbevakningsväsendets förtjänstkors,  21 mars 2019[8]
- Kommendörstecknet av I klass av Finlands Vita Ros’ orden,  6 december 2020[7]
- Förtjänstmedalj för motorfordonstrafikarbete,  2024[9]
- Krigsinvalidernas förtjänstkors[10]

[Redigera Wikidata]